# Brasiliorchis chrysantha
Brasiliorchis chrysantha är en orkidéart som först beskrevs av João Barbosa Rodrigues, och fick sitt nu gällande namn av R.B.Singer, S.Koehler och Germán Carnevali. Brasiliorchis chrysantha ingår i släktet Brasiliorchis och familjen orkidéer. Inga underarter finns listade i Catalogue of Life.

## Bildgalleri

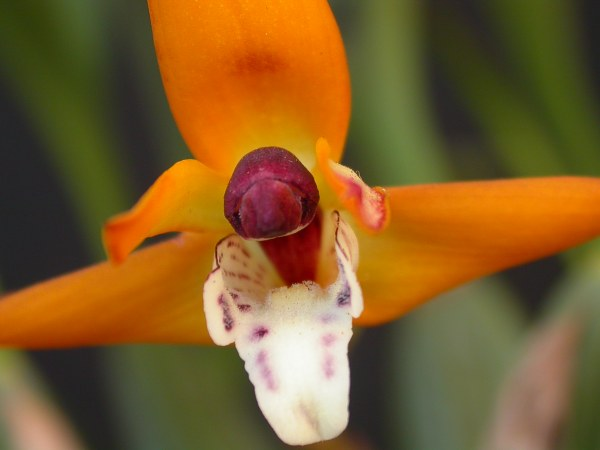
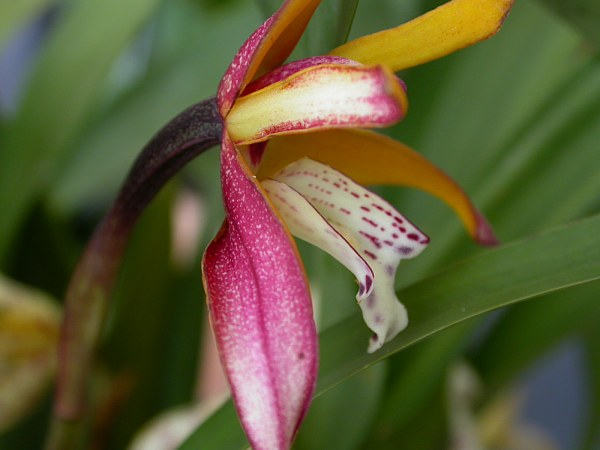
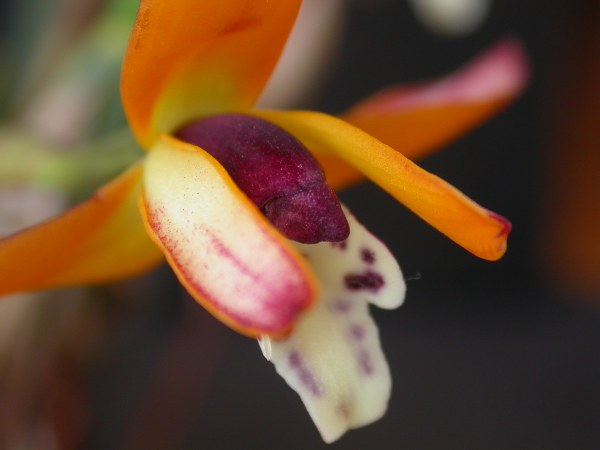
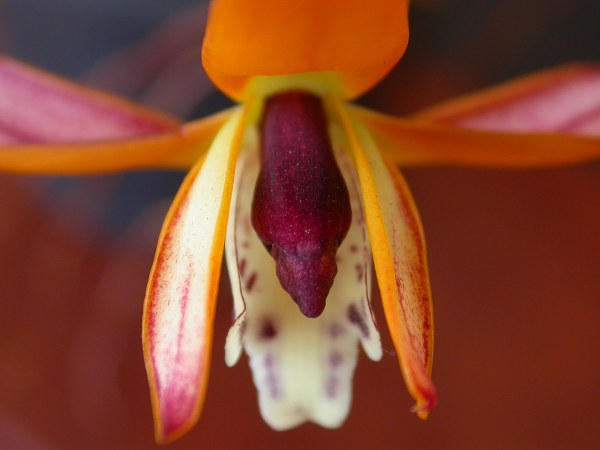
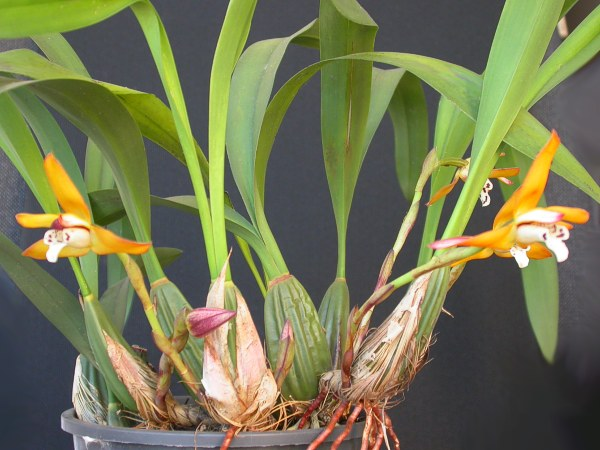
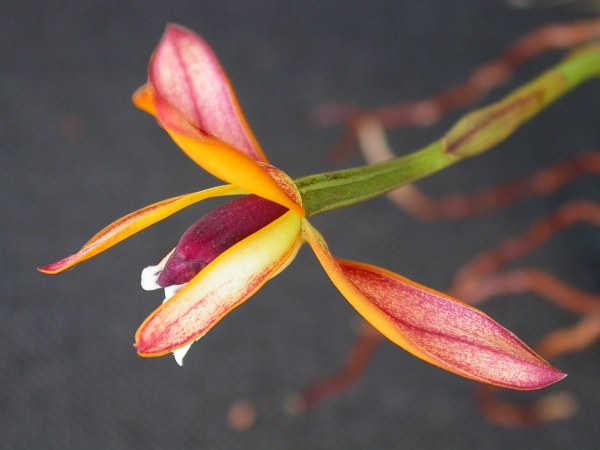